# Романов, Георгий Фёдорович
Георгий Фёдорович Романов (род. 15 декабря 1999, Екатеринбург) — российский хоккеист, вратарь.

## Биография
Воспитанник екатеринбургского хоккея («Спартаковец», «Юность»). В сезонах 2016/17 — 2017/18 провёл 14 матчей за команду МХЛ «Авто». После сезона-2018/19, проведённого в команде МХЛ «Омские ястребы», вернулся в систему «Автомобилиста». Сезон-2019/20 провёл в «Авто», также сыграв один матч за «Горняк» Учалы в ВХЛ. В следующем сезоне сыграл 9 матчей — все за «Горняк». В сезонах 2021/22 — 2022/23 провёл 74 матча за «Горняк-УГМК» и один матч в КХЛ — 24 декабря 2024 года в гостевой игре против «Барыса» (4:5 Б) вышел на серию послематчевых буллитов, в которой отразил три броска и пропустил одну шайбу.
2 мая 2023 года подписал двухлетний контракт с клубом НХЛ «Сан-Хосе Шаркс». Сезон-2023/24 начал в фарм-клубе «Сан-Хосе Барракуда» из АХЛ, в ноябре — январе провёл семь матчей за «Уичито Тандер» из ECHL. 15 апреля 2024 года дебютировал в НХЛ — в матче регулярного чемпионата против «Эдмонтон Ойлерз» (2:9) вышел во втором периоде после восьмой пропущенной шайбы; за 26 минут отразил 16 из 17 бросков. В сезоне-2024/25 сыграл 21 матч в АХЛ и 8 — в НХЛ.